# Fredric Hasselquist
Fredric Hasselquist   (Törnevalla, 3 de gener de 1722 - Esmirna, 9 de febrer de 1752) va ser un explorador i naturalista suec.
Hasselquist neix a Törnevalla, Östergötland. Tenint en compte els freqüents retrets del seu professor C. Linné, amb el que estudia a la Universitat d'Uppsala, sobre la manca d'informació de la història natural de Palestina, Hasselquist resol realitzar una expedició a aquest país, obtenint suficients subscripcions per afrontar les expenses, sortint cap a Esmirna a finals de 1749.
Visita parts de l'Àsia Menor, Egipte, Xipre, Palestina, conformant grans col·leccions d'història natural, però la seva constitució feble, i la fatiga del viatge, el fan morir prop d'Esmirna, camí a casa.
Les seves col·leccions arriben bé, i cinc anys després de la seva mort, es publiquen les notes, per Linné amb el títol Iter Palæstinum, Eller Resa til helige Landete, Förrättad Ifran ar 1749 til 1752, traduït al francès i l'alemany el 1762, i l'anglès el 1766 (Voyages and Travels in the Levant, in the Years 1749, 50, 51, 52).
Hasselquist es commemora amb el nom científic d'una espècie de sargantana, Ptyodactylus hasselquistii.

## Abreviatura
L'abreviatura Hasselq. s'empra per identificar Fredric Hasselquist com a autoritat en la descripció i classificació científica dels vegetals.